# Borsa de Tòquio

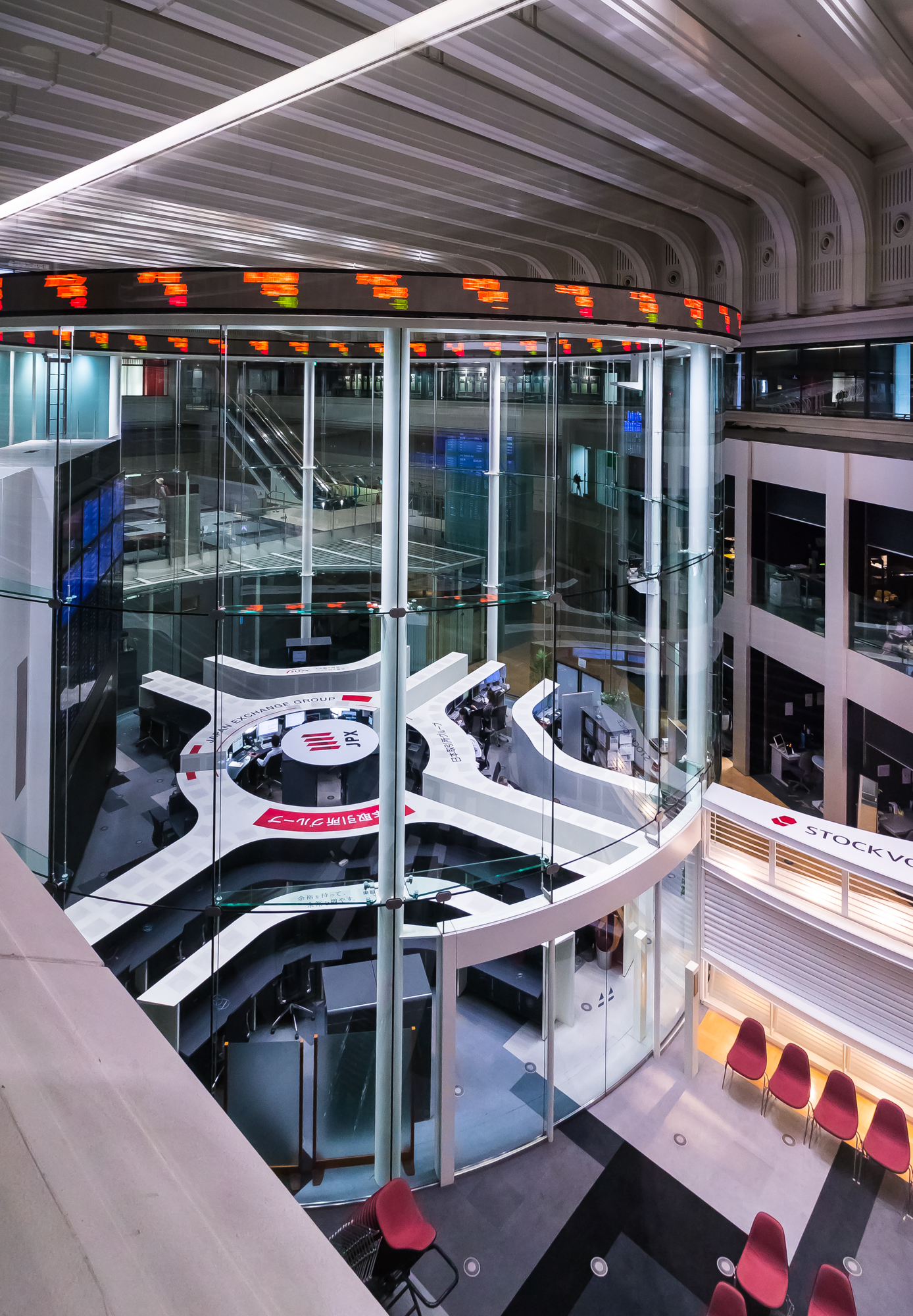
Borsa de Tòquio.

La  Borsa de Tòquio  (東京証券取引所, Tōkyō Shōken Torihikijo)(TSE), és la segona borsa de valors més gran del món (juntament amb la Borsa de Valors de Sao Paulo) i està destinada a la negociació en exclusiva de les accions i valors convertibles o que atorguin dret d'adquisició o subscripció. Té la seua seu al districte de Chūō.
Els principals indicadors de la Borsa de Tòquio són l'índex Nikkei 225 —les dos-centes vint-i-cinc companyies triades pel Nihon Keizai Shimbun (el diari de negocis més gran del Japó)—, el TOPIX i el J30 (índex de grans companyies industrials).
El sistema de negociació utilitzat s'anomena CORES (Computer assisted Opered reRouting and Execution System).
El 15 de febrer de 2021, la mitjana del Nikkei va superar la referència de 30.000, el seu nivell més alt en 30 anys, a causa dels nivells d'estímul monetari i programes de compra d'actius executats pel Banc del Japó per mitigar els efectes financers de la pandèmia de la COVID-19.

## Estructura
La Borsa de Tòquio està estructurada en diferents mercats o seccions:
- First Section  (Primer mercat): cotitzen els valors més importants i de major capitalització (blue chips) on es troben els components del Nikkei.
- Second Section  (Segon mercat): cotitzen companyies més petites i de menor volum de negoci.
- Foreign Section  (Mercat estranger): cotitzen companyies estrangeres.
- Mothers  (Empreses mares): companyies d'alt creixement i innovadores.

## Dades
- Nom: Tòquio Stock Exchange, Inc
- Adreça: 12 directors, 4 auditors, 9 consellers
- Address: 2-1 Nihonbashi-kabutocho, Chuo-ku, Tòquio (Japó)
- Fundació: 15 de maig de 1878
- Capital: 11.500 milions de ien s
- Accions: 2.300.000 accions
- Empleats: 737 persones

- Companyies adscrites 2.302
  - Nacionals 2.271
  - Estrangeres 31
- Capitalització borsària
  - 332.133.153.000.000 iens

## Història
- 15 de maig de 1878 - La Borsa de Tòquio és fundada.[4]
- 1 de juny de 1878 - Comença el comerç.
- 30 de juny de 1943 - 11 borses a tot arreu del Japó (Incloent al TSE) van ser unificades en una corporació quasi-pública al servei dels interessos industrials i militars de l'imperi.[4]
- 10 d'agost de 1945 - L'empitjorament de les condicions de guerra i els atacs aeris a l'illa principal del Japó, van forçar al mercat de valors a suspendre les seves sessions de comerç sobre tots els mercats de valors.[4]
- Segona Guerra Mundial - Després de la Segona Guerra Mundial, el març de 1947, es va promulgar la Llei de Valors i Mercats japonesa que és el marc regulador actual.[4]
- 16 de maig de 1949 - Es reinicien les sessions comercials després de la guerra, sota el patró regulador adoptat el 1947 per la Borsa de Tòquio.[4]
- 1971 - La borsa de Tòquio va adoptar el sistema d'anotacions en compte per a accions.
- 1973 - Es determina la secció d'acció estrangera.
- 1982 - Introducció del sistema CORES (Computer assited Order Routing and Execution System), de manera que va començar la transformació del mercat de ròdols en el mercat informàtic que coneixem avui, unint els cinc mercats japonesos en un modern mercat continu.
- 2000 Les borses d'Hiroshima, Fukuoka i Nigata es van fusionar amb la de Tòquio el mes de març.[4]

## Formes de negociació: Fixació del preu
La Borsa de Tòquio, com qualsevol altre mercat de valors del món, té com a comesa posar en contacte oferta i demanda per tal d'establir preus competitius. I per assolir aquest objectiu les diferents borses recorren a diferents mecanismes i formes de negociació.
A la TSE, podem distingir tres "regles de joc" diferents, d'acord amb el moment i les condicions que s'estiguin donant. Aquestes tres formes són:  Itayose ,  Zabara  i  les subhastes .
- Itayose : Aquest sistema el seu utilitza per fixar preus d'obertura i tancament de cadascuna de les dues sessions diàries i per fixar el nou preu inicial després d'una parada de negociació (trading Hault). L'últim cas en què s'usa és per fixar un preu després d'una cotització especial (special quote). Sota aquest sistema totes les ordres que s'introdueixen en el llibre registre d'anotacions es tracten com simultànies, és a dir que se suprimeix la prioritat de temps. Com es calcula aquest preu d'equilibri, és una cosa que ve determinat pel volum agregat d'ordres de compra i venda que existeixen. De fet, el preu que resulta d'una negociació amb el mètode Itayose serà aquell que equilibri en major mesura oferta i demanda, executant les ordres de compravenda amb preus superiors/inferiors al d'equilibri.

- Zaraba : És el mètode de fixació de preus que s'usa en la negociació contínua de la sessions. És l'execució habitual de les ordres d'oferta i demanda després de la fixació del preu inicial.A mesura que noves ordres arriben al llibre registre, aquestes s'agreguen a les ja existents i s'executen si escau, o s'emmagatzemen en espera de ser executades.

- Subhastes (ToSTNeT-1 i ToSTNeT-2) : Aquests dos mecanismes van ser introduïts el 1997 i 1998 respectivament i són bàsicament sistemes electrònics de negociació en subhastes i tenen com a fi facilitar el comerç de grans volums d'accions. Aquest tipus de negociació aquesta restringida a les accions domèstiques. Per a aquestes negociacions hi ha tres sessions diàries: 8:20-09:00, 11:00-12:00 i de 15:00-16:30.

## Liquidació i compensació
Les tasques de compensació i liquidació resultants de les operacions de mercat, són portades a terme per dos empreses independents.
La compensació, és a dir, el balanç individual de cada agent que determina la quantitat d'accions que al final de la jornada compra, ven i guarda, el realitza la corporació  JSCC  o  Japan Securities Clearing Corporation . Aquesta empresa és comú a les sis borses nipones, ja que les sis estan interconnectades. Per tant, el seu treball és determinar els saldos i moviment d'accions entre les diferents parts i agents i transmetre aquesta informació als liquidadors.
La liquidació és el traspàs efectiu, el canvi de mans, d'uns individus, (venedors) cap a altres (els compradors). Les funcions pròpies de la liquidació són portades a terme per l'empresa  JASDEC  o  Japan Securities Depository Center. Inc  I aquestes funcions són:
- Custodiar els saldos d'accions dels agents participants, i executar les transferències dels uns als altres d'acord amb les anotacions en compte i a la informació que li subministra el JSCC.
- Atorga els permisos per a la possessió directa d'accions.
- Eliminar els regs de comportament oportunista inherents a l'intercanvi.
- Assegurar el crèdit dels participants. Establir garanties en cas d'incompliment o impagament.